# Kuivastu

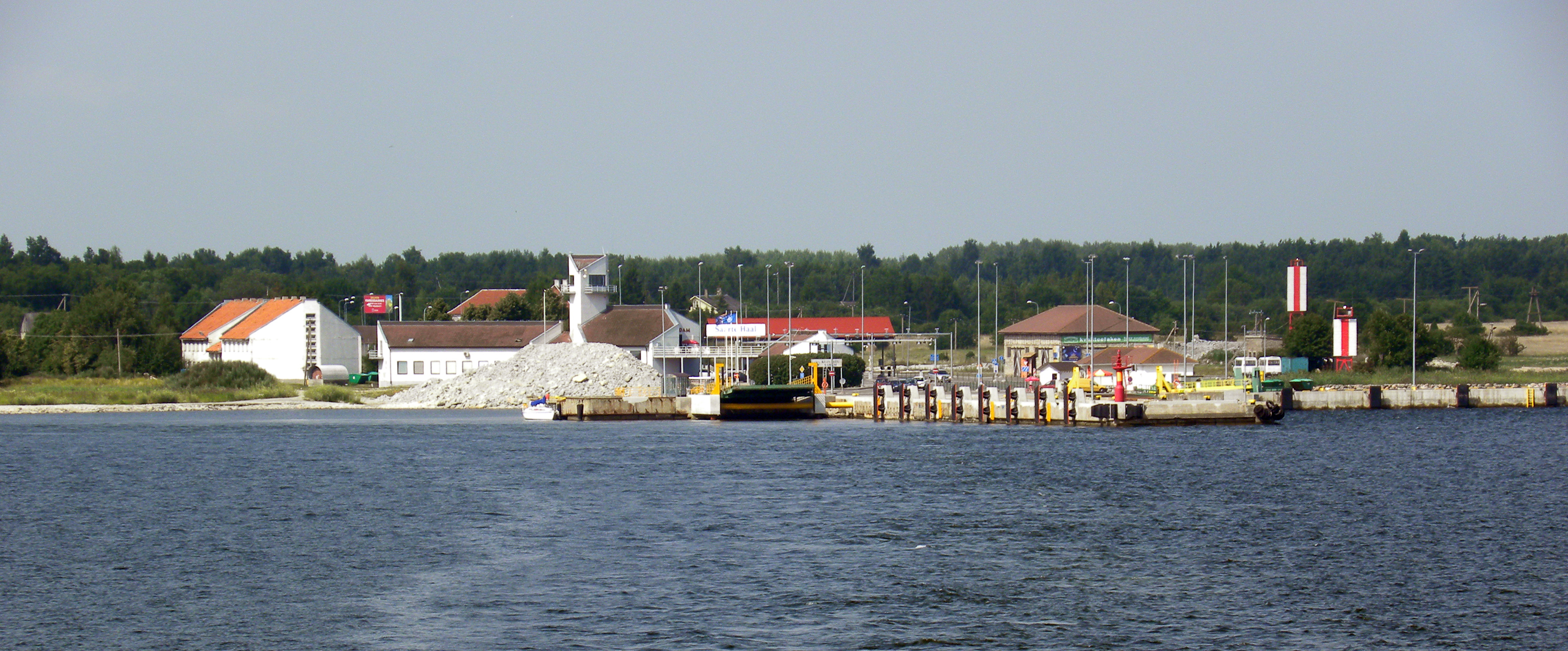
Hafen von Kuivastu (Moonsund), Estland.

Kuivastu (auch: Kuiwast; deutsch: Moonsund) ist ein Hafenort an der Ostküste der zu Estland gehörenden Insel Muhu (deutsch: Moon) am Moon-Sund. Im Jahre 2000 zählte der Ort 73 Einwohner.
Von Kuivastu aus gibt es eine Fährverbindung zum Festland nach Virtsu (deutsch: Werder). Im Winter, wenn der Moon-Sund hier tief genug gefroren ist, kann man die Insel Moon über eine auf dem Eis markierte Trasse mit Landfahrzeugen erreichen.
Es werden verkehrspolitische Überlegungen angestellt, die Insel Moon bei Kuivastu durch den Bau einer Straßenbrücke mit dem Festland zu verbinden.
Kuivastu ist der Geburtsort des estnischen Literatur- und Sprachwissenschaftlers Villem Grünthal-Ridala (1885–1942).

## Geschichte
An der engsten Stelle des Moon-Sundes dürfte schon von jeher eine Fährverbindung zwischen der Insel Moon und dem Festland bestanden haben. Die erste urkundliche Erwähnung eines Hafens geht auf die Mitte des 17. Jahrhunderts zurück, als aufgrund der Postverordnung des schwedischen Königs Karl XI. vom 7. Januar 1677 die Einrichtung einer regelmäßigen Fährverbindung für den Passagier- und Warenverkehr eingerichtet wurde.
Im Verlauf des Großen Nordischen Krieges landeten russische Streitkräfte im August 1710 in Moonsund und eroberten anschließend in kurzer Zeit die gesamten Moonsund-Inseln. Eine russische Verwaltung wurde eingerichtet. Im Jahre 1721 trat Schweden im Frieden von Nystad das Baltikum endgültig an das Russische Reich ab.
Die Russen bauten den Hafen im 18. Jahrhundert und 19. Jahrhundert aus und befestigten ihn. Die örtliche Postbehörde, der auch die Verwaltung des Fährverkehrs oblag, war lange Zeit in einer Gastwirtschaft untergebracht, ehe 1835 ein neues Postgebäude errichtet wurde. 1888 wurde das Dampfschiff Sirius für den Fährdienst in Betrieb genommen, der die bisherigen Segelschiffe ablöste. Ab 1902 kam dann der dampfbetriebene Eisbrecher General Surowzew zum Einsatz, weswegen die Hafenanlagen stark erweitert wurden. Im Ersten Weltkrieg diente Moonsund der russischen Flotte als Stützpunkt zur Sicherung der Verbindung zwischen dem Finnischen Meerbusen und der Rigaer Bucht. Von hier aus wurden 1914–1917 ständig Arbeiten zur Vertiefung der Fahrrinne im Moon-Sund durchgeführt. Im Zuge der Schlacht im Moon-Sund vom 17. Oktober 1917 besetzte die deutsche Marine Moonsund und die gesamten Moonsund-Inseln.
Als im Zuge des Estnischen Unabhängigkeitskrieges Anfang 1919 eine allgemeine Mobilisation zum Kampf gegen die Rote Armee durchgeführt wurde, kam es in Moonsund am 16. Februar 1919 zu einer Meuterei rekrutierter Esten. Dabei ermordeten die Meuterer einen Offizier, der die Mobilisierung durchführte, und zwei Beamte, darunter den Verwalter der Ländereien der Familie Buxthoeven auf Moon und Ösel, Oskar Rahr (1876–1919; ein Bruder von Erwin Rahr). Die Meuterei wurde am 18. Februar 1919 von regierungstreuen Truppen niedergeschlagen.
In den 1920er Jahren wurde der Fährverkehr von der estnischen Gesellschaft Balti Päästeselts betrieben, später von Sergo & Co.
Mit der Annexion Estlands durch die Sowjetunion im Jahre 1940 kam der Fährverkehr unter sowjetische Verwaltung.
Am 14. September 1941 wurde Moonsund und die gesamte Insel Moon von der deutschen 61. Infanterie-Division eingenommen. Das Baltikum war fortan für drei Jahre Teil des Reichskommissariats Ostland.
Am 29. September 1944 landeten in Moonsund sowjetische Amphibienfahrzeuge und errichteten hier den ersten Brückenkopf zur Rückeroberung der Moonsund-Inseln von den Deutschen. Das Gebiet wurde erneut in die Sowjetunion inkorporiert.
Auch nach dem Zweiten Weltkrieg behielt Moonsund seine strategische Bedeutung.
Nach der erneuten Unabhängigkeit Estlands 1991 wurde 1993 ein neues Hafengebäude fertiggestellt. 1997 wurde das Hafenbecken vertieft und die Anlegestellen vergrößert.